# Induktivismus
Der Induktivismus ist eine Wissenschaftstheorie, bei der aus einzelnen
Beobachtungen auf allgemeingültige Gesetze geschlossen wird (Induktion von lat. inductio, inducere = hineinführen).
Dem Induktivismus liegt die Annahme zugrunde, dass aus vergangenen Ereignissen auf zukünftige Ereignisse geschlossen werden kann.
Die Beobachtung steht beim Induktivismus am Anfang des Erkenntnisprozesses. Diesem Vorgehen kann entgegen gehalten werden, dass einer gezielten Beobachtung oder einem Experiment bereits eine Idee dessen zugrunde legt, was zu beobachten sei. Dies ist aber bereits ein deduktiver Vorgang, der im Widerspruch zum Induktivismus steht.
In der Mathematik gibt es den Beweis durch vollständige Induktion, mit dem der Induktivismus nicht verwechselt werden darf. Vollständige Induktion ist ein deduktiver Schluss.
In der Geschichte der Philosophie hat u. a. David Hume gezeigt, dass man durch Induktion keine endgültige Erkenntnis erreichen kann (siehe auch Induktionsproblem). Diese Erkenntnis kann unter anderem zum Skeptizismus führen. Auch wenn man Kausalität nicht beobachten kann, so ist ihr Begriff aus der Gewohnheit zu erklären. Immanuel Kant kritisierte Hume und entwickelte die Lehre von den zwei Stämmen der Erkenntnis, der Erfahrung und dem Verstand. Ein scharfer Kritiker des Induktivismus war Karl Popper. Dieser entwickelte das Instrument der Falsifikation. Ein Befürworter des Induktivismus war David Stove; er versuchte Popper zu widerlegen.
Siehe auch: Beweis (Logik), Reliabilität, Verifizierung, Pseudowissenschaft, Induktionsproblem, Falsifizierbarkeit